# Limnophora argentitriangula
Limnophora argentitriangula är en tvåvingeart som beskrevs av Xue och Wang 1985. Limnophora argentitriangula ingår i släktet Limnophora och familjen husflugor. Inga underarter finns listade i Catalogue of Life.